# Phare Tourlítis
Le phare Tourlítis est situé sur un rocher dans le port de Chóra, sur l'île d'Andros en Grèce. Il est achevé en 1887 et rénové en 1994.

## Caractéristiques
Le phare est une tour cylindrique, de pierres, dont le dôme de la lanterne est de couleur verte. Il est construit sur un rocher isolé et s'élève à 19 mètres au-dessus de la mer Égée. Il s'agit du premier phare automatisé en Grèce. Ce phare n'a pas de gardien. Il a été construit sur un rocher qui s'est érodé à cause de la mer et un escalier y a été sculpté. Il est en pierre et le toit est banc.

## Codes internationaux
- ARLHS[1] : GRE-127
- NGA : 15680
- Admiralty[2] : E 4334

## Source
(en) [PDF] List of lights radio aids and fog signals - 2011 - The west coasts of Europe and Africa, the mediterranean sea, black sea an Azovskoye more (sea of Azov) (la liste des phares de l'Europe, selon la National Geospatial - Intelligence Agency)- Version 2011 - National Geospatial - Intelligence Agency